# Economia de Grècia
L'economia de Grècia és la vint-i-setena més gran a nivell mundial per Producte Interior Brut nominal (PIB) i la trentena més gran per paritat de poder adquisitiu, segons les dades del Fons Monetari Internacional (FMI) de l'any 2008. la seva renda per capita és el vint-i-cinquè més alt del món. Grècia és membre de l'Organització per a la Cooperació i el Desenvolupament Econòmic (OCDE), de l'Organització Mundial del Comerç (OMC), de la Cooperació Econòmica del Mar Negre, de la Unió Europea i de la zona euro.

## Crisi econòmica del 2010

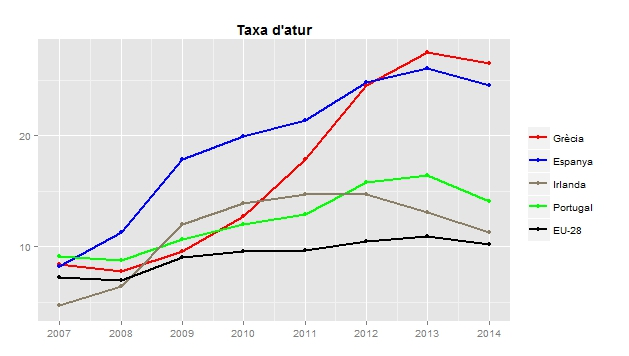
Taxa d'atur de Grècia, Espanya, Irlanda, Portugal i EU-28 de 2007 a 2014. Dades de l'Eurostat descarregades el 17 d'agost de 2015.

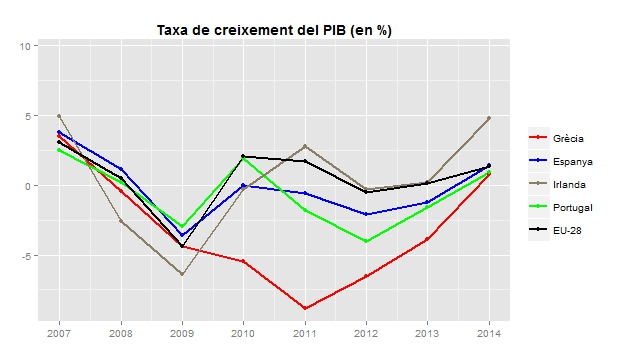
Taxa de creixement del PIB de Grècia, Espanya, Irlanda, Portugal i EU-28 de 2007 a 2014. Dades de l'Eurostat descarregades el 17 d'agost de 2015.

Els anys de despeses no controlades, les facilitats per a obtenir crèdits i els fracassos a l'hora d'implementar reformes financeres van deixar Grècia greument exposada a la crisi econòmica global, el que va revelar algunes estadístiques que fins aleshores havien estat dissimulades i que demostraven que Grècia superava el dèficit econòmic establert com a límit a la zona euro. El deute del país era superior al seu PIB i alguns analistes van predir que arribaria a equivaldre al 120% d'aquest en 2010. El dèficit del país es trobava en un 12,7%.

### L'anomenat "rescat financer" de la UE i l'FMI
Per aquestes raons, es va pensar que una possible solució podria ser un pla de rescat finançat per la UE i l'FMI. Alguns polítics alemanys van afirmar que els plans de rescat d'emergència haurien de suposar també severes sancions per als països beneficiaris de la UE, com Grècia. Tanmateix, es va considerar que açò no era acceptable segons les normes de sobirania dels estats membres de la zona euro i països clau com França s'hi van oposar. També va haver-hi crítiques contra l'especulació en els mercats financers; Angela Merkel va afirmar que "algunes institucions que estan sent rescatades amb fons públics estan explotant la situació de crisi a Grècia i a altres llocs".
El 23 d'abril del 2010, el govern grec va demanar l'activació del pla de rescat de la Unió Europea i del Fons Monetari Internacional, i aquest últim va respondre que estava "preparat per a respondre ràpidament a la petició". L'ajuda econòmica necessària es va estimar en 45.000 milions d'euros. Però, el 27 d'abril, l'agència d'avaluació Standard and Poor's va relegar el deute públic del govern grec al nivell d'un 'bo escombraria' i va calcular que alguns inversors podrien perdre entre un 30% i un 50% dels seus diners. Paral·lelament, la UE i l'FMI van considerar necessari augmentar l'ajuda econòmica a Grècia fins a 120.000 milions d'euros. Aquestes notícies van causar un impacte negatiu en la tasa de canvi de l'Euro.

### Contrapartides al rescat
A canvi del pla de rescat, el govern grec es va comprometre a aplicar certes mesures d'austeritat, com ara apujar el preu dels carburants i de l'alcohol un 10%, establir l'IVA en un 23%, suprimir les pagues extres dels funcionaris i congelar-los el sou durant els tres anys vinents i allargar l'edat de jubilació fins als seixanta-set anys. Nombrosos partits i sindicats grecs es van oposar a aquestes mesures del govern i va haver-hi diverses manifestacions, vagues generals i disturbis violents fins al punt que, a Atenes, hi van morir tres persones en l'incendi d'una entitat bancària el 5 de maig. L'endemà, els sindicats van convocar més protestes a la plaça Síndagma (Atenes), on es troba el parlament grec, el mateix dia que aquest aprovaria per majoria absoluta el pla d'austeritat.
En estiu del mateix any, el govern grec va aconseguir reduir el dèficit del país en un 40% respecte al gener, complint així amb els objectius plantejats pel FMI, la Comissió Europea i el Banc Mundial per a continuar rebent les ajudes econòmiques. El govern xinés, per la seua part, va anunciar la compra de deute públic a Grècia així com la col·laboració entre tots dos països en els sectors de la indústria naval i el turisme.

### Noves mesures
Tanmateix, els avanços no van ser suficients i es van haver d'adoptar noves mesures durant l'any 2011, com ara la venda d'empreses públiques per aconseguir 50.000 milions d'euros, un augment dels impostos sobre les rendes de més de 8.000 € anuals, i una nova reducció de les pensions d'entre el 6% i el 14%. En agost d'aquest any, es va aprovar un nou impost aplicable a l'exercici 2011-2012 sobre els béns immobiliaris, d'entre 3 € i 20 € per metre quadrat, amb el qual s'esperen obtenir 4.000 milions d'euros.
La por i la desconfiança que aquesta crisi en Grècia no acabe bé està tenint una influència negativa en les borses mundials, especialment en l'espanyola, ja que hi ha qui diu que el problema es podria estendre a Espanya.

## Finances públiques
| 2000           | 3,7  | superàvit 0,1 |
| 2001           | 4,5  | 1,8           |
| 2002           | 4,8  | 2,5           |
| 2003           | 5,6  | 3,1           |
| 2004           | 7,5  | 2,9           |
| 2005           | 5,2  | 2,5           |
| 2006           | 3,6  | 1,3           |
| 2007           | 5,1  | 0,6           |
| 2008           | 7,7  | 2,0           |
| 2009           | 13,0 | 6,3           |
| Font: Eurostat |      |               |

| 1998           | 94,5  | 72,9 |
| 1999           | 94,0  | 71,7 |
| 2000           | 103,4 | 69,2 |
| 2001           | 103,7 | 68,2 |
| 2002           | 101,7 | 68,0 |
| 2003           | 97,4  | 69,1 |
| 2004           | 98,6  | 69,5 |
| 2005           | 100,0 | 70,1 |
| 2006           | 97,8  | 68,3 |
| 2007           | 95,7  | 66,0 |
| 2008           | 99,2  | 69,4 |
| 2009           | 115   | 78,7 |
| Font: Eurostat |       |      |

## Sectors

### Agricultura
L'agricultura representa un paper molt important en l'economia de Grècia. Es basa en la producció de blat, moresc, ordi, remolatxes per sucre, olives, tomàquets, vi, tabac, patates, carn i productes làctics.
Un 12,4% de la població activa de Grècia treballa en l'agricultura, que constitueix el 3,4% del producte intern brut (PIB). La seva productivitat és inferior a la que caldria esperar d'aquest sector de l'economia per mor que les explotacions són petites a causa del minifundis creats (3,4 ha de mitjana) a conseqüència de la subdivisió hereditària, cosa que dificulta l'ús eficaç d'equips mecànics. A més, el rendiment és baix a causa de la sequera i l'erosió dels sòls. El tabac és el cultiu principal i aporta prop del 3% dels ingressos per exportació. La producció anual dels cultius més importants (en tones) a finals de la dècada de 1980 va ser: tabac, 142.000; blat, 2,6 milions; tomàquets, 1,9 milions; taronges, 780.000; blat de moro, 2,1 milions; bleda, 1,9 milions; raïms, 1,6 milions; olives, 1,5 milions; patates, 850.000, i cotó, 222.000. La ramaderia totalitza uns 10,8 milions de caps de bestiar oví, 3,5 milions de cabrum, 800.000 caps de boví, 31 milions d'aus de corral i 2,1 milions de porcí.

### Indústria
Al voltant d'una cinquena part de la població activa treballa en aquest sector, que produeix un 18% del producte interior brut anual. Atenes és el centre industrial de Grècia.
La seva indústria produeix principalment aliments i productes de la indústria del tabac, teles i teixits, productes químics, siderúrgia, mineria i refinació de petroli. Les indústries creades durant el període posterior a la Primera Guerra Mundial van ser en la seva majoria destruïdes durant la Segona Guerra Mundial i la següent guerra civil. Des d'aleshores, el desenvolupament del sector manufacturer de l'economia s'ha vist obstaculitzat per la falta de combustibles i les dificultats sorgides amb l'ús de l'energia hidroelèctrica del país. El 1970, però, la contribució de les manufactures a la producció nacional anual va superar per primera vegada la de l'agricultura. L'organització de sindicats és gremial. Els membres de cada gremi estan afiliats a federacions nacionals.

### Energia
Un 90% de l'electricitat de Grècia es genera en instal·lacions termoelèctriques de lignit, carbó o derivats del petroli, i la resta en instal·lacions hidroelèctriques ubicades principalment al riu Akhelóös, a les muntanyes Pindo. A finals de la dècada de 1980 la capacitat generadora d'energia de Grècia era d'uns 10,2 milions de kW, i la seva producció anual de 30,1 milers de milions.

### Silvicultura, pesca i mineria
El govern grec ha pres mesures per replantar els arbres que van ser destruïts durant la Segona Guerra Mundial. Prop de 2,9 milions de m³ de fusta es tallaven l'any a finals de la dècada de 1980. El 75% procedien dels boscos de coníferes.
La pesca és limitada. A finals de la dècada de 1980 la captura anual ascendia a unes 135.000t, la major part de les quals es consumia en el país. Les esponges són el principal producte marí destinat a l'exportació.
Encara que la mineria té escassa importància per a l'economia grega, s'explota una considerable varietat de recursos minerals. La producció anual (en Tones) a mitjans de la dècada de 1980 va ser: lignit, 35,9 milions; bauxita, 2,3 milions; mineral de ferro, 1,3 milions, i magnesi, 884.400. També es van extreure prop de 279.200 m3 de marbre, a més de petroli, sal, crom, plata, zinc, or i plom.

### Turisme
Una de les importants fonts d'ingrés de Grècia és el turisme, que contribueix a l'economia grega amb el 15% del PIB. A finals de la dècada de 1980, uns 8,1 milions de turistes van triar anualment Grècia com a destí de les seves vacances. Actualment aquesta xifra és de 16 milions de turistes a l'any, dels quals uns 6 milions van passar per Atenes, la capital. Les xifres reflecteixen uns beneficis en aquest sector de 2.200 milions de dòlars l'any.